# Nikola Krstić (football)
Nikola Krstić (en serbe : Никола Крстић), né le 1er décembre 2004 à Belgrade en Serbie, est un footballeur serbe qui évolue au poste de milieu central au FK IMT Belgrade.

## Biographie

### En club
Né à Belgrade en Serbie, Nikola Krstić est formé par l'un des clubs de la capitale serbe, le FK Rad Belgrade. Il rejoint en février 2023 le FK IMT Belgrade. C'est avec ce club qu'il fait ses débuts en professionnel, jouant son premier match le 22 mars 2023, lors d'une rencontre de championnat face au FK Mačva Šabac. Il entre en jeu et son équipe est battue par six buts à zéro.
Mitrović marque son premier but en professionnel le 18 août 2024, lors d'une rencontre de championnat face au FK Železničar Pančevo (en). Titularisé, il ne peut empêcher la défaite de son équipe par deux buts à un malgré son égalisation.

### En sélection
Nikola Krstić est convoqué pour la première fois avec l'équipe de Serbie espoirs en octobre 2024. Il joue son premier match avec les espoirs lors de ce rassemblement, le 15 octobre 2024 contre l'Ukraine. Il entre en jeu et son équipe est battue par un but à zéro.